# Бак-Айленд-Риф
Бак-А́йленд-Риф (англ. Buck Island Reef National Monument) — национальный памятник США на территории Виргинских островов США, расположенный северо-западнее острова Санта-Крус. Включает остров Бак и прилегающую акваторию.
Создан 28 декабря 1961 года. Площадь — 3,6 км².

## Описание
Бо́льшая часть охраняемого рифа находится под водой и привлекает около 50 000 туристов в год. Площадь рифа — 18,43 км². С помощью дайвинга можно исследовать хорошо заметную подводную тропу на восточной оконечности рифа. Это одна из трёх подводных троп в США. Вдоль тропы расположены таблички, приводящие сведения о морской флоре и фауне, характерной для района. Две трети острова окружает риф шестилучевых кораллов (Elkhorn coral/Acropora palmata), что является уникальной экосистемой, где насчитывается более 250 видов рыб и присутствует множество других обитателей акватории. На территории зафиксировано 210 известных видов птиц, из них 60 видов являются гнездящимися. 

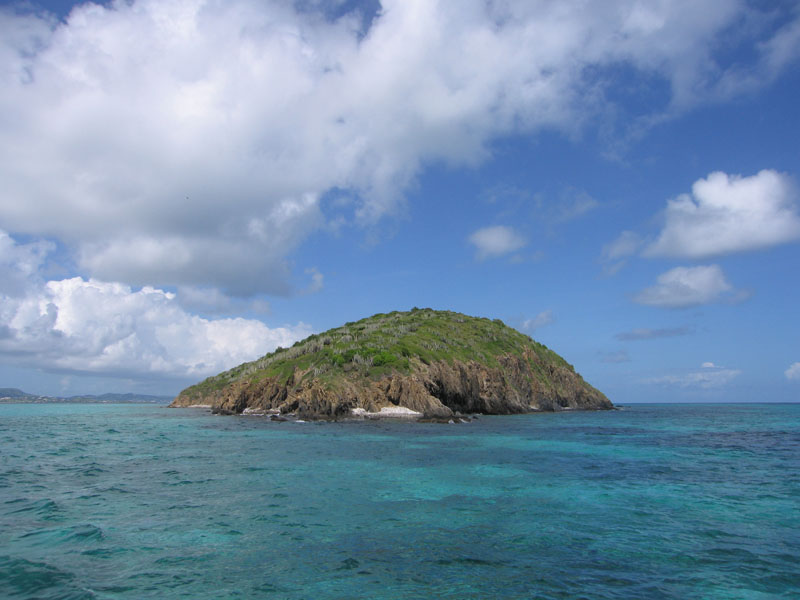
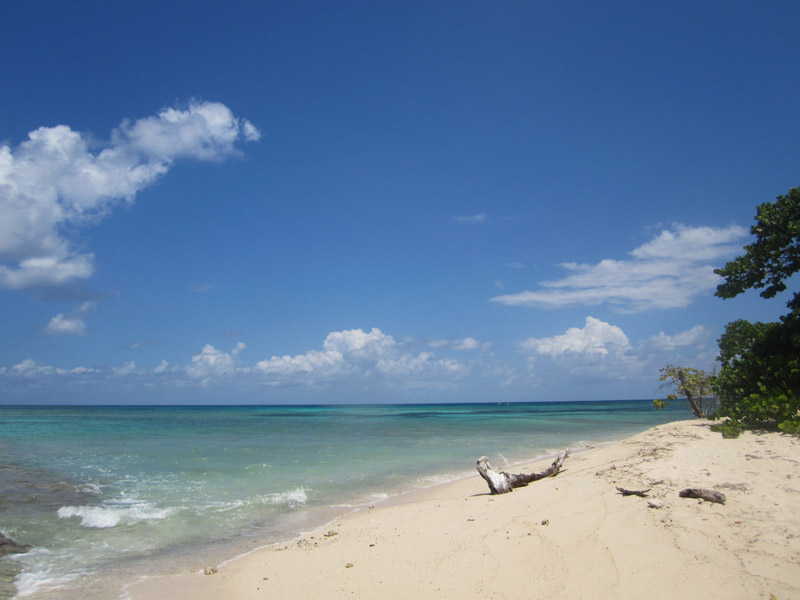
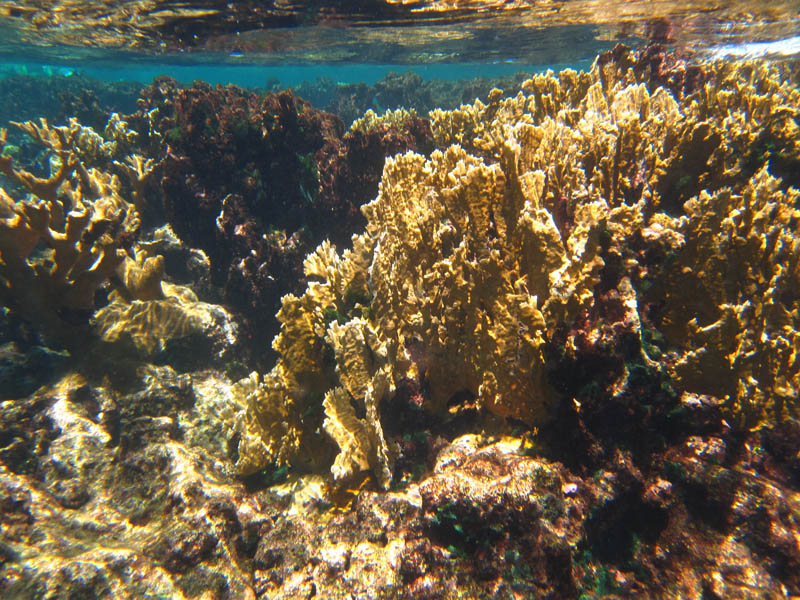
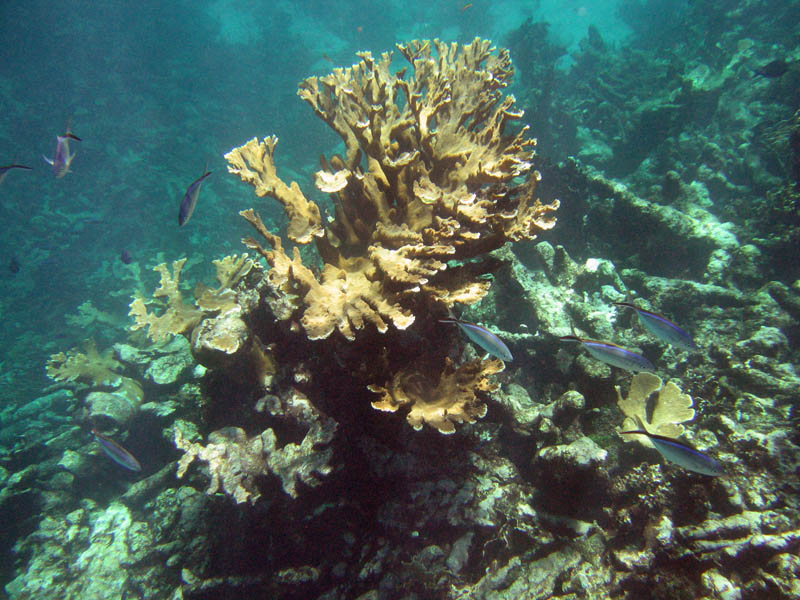
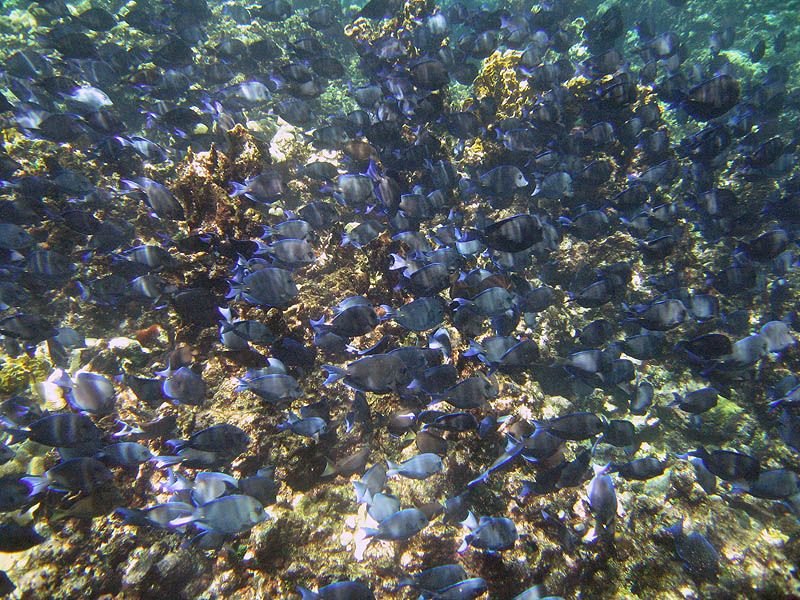
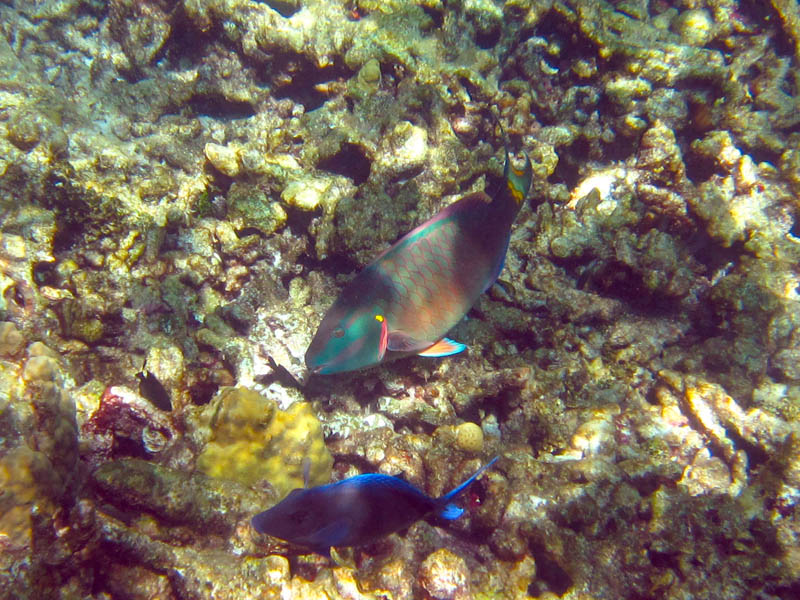
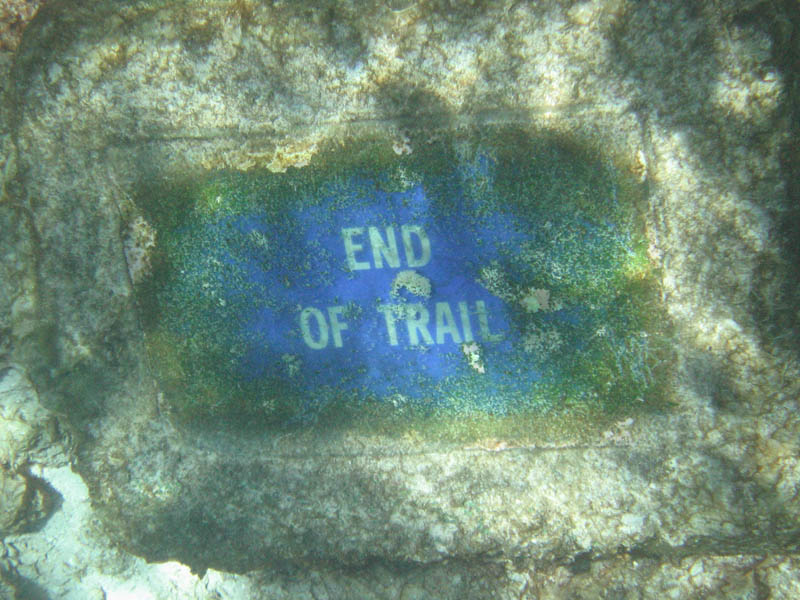